# Ga Paldang
Ga Paldang (Tiếng Hàn: 팔당역, Hanja: 八堂驛) là ga tàu điện ngầm trên Tuyến Jungang ở Paldang-ri, Wabu-eup, Namyangju-si, Gyeonggi-do

## Di sản văn hóa
Nhà ga cũ được bảo tồn tốt và là một trong những ví dụ điển hình nhất còn sót lại về phong cách kiến trúc của thời kỳ Nhật Bản chiếm đóng. Mái nhà màu xanh lam đặc trưng của các nhà ga xe lửa thời kỳ đầu ở Hàn Quốc và vì lý do này, nó được chỉ định là tài sản văn hóa quốc gia. Tòa nhà ga cũ hiện nằm liền kề với nhà ga mới được cải tạo (hoàn thành năm 2007) và là một ví dụ nổi bật về cách đường sắt Hàn Quốc đã phát triển nhanh chóng như thế nào trong một khoảng thời gian tương đối ngắn.

## Tàu điện ngầm
Nhiều cư dân gần nhà ga đi lại đến Seoul hàng ngày, nhưng dịch vụ tàu chở khách không thường xuyên trước đây khiến khu vực này tương đối cô lập. Để khắc phục vấn đề này, người dân đã kiến nghị với chính quyền địa phương và Bộ Xây dựng. Đáp lại, các ga Dosim & Paldang đã được đưa vào hệ thống đường sắt đi lại của Tuyến Jungang sớm hơn so với kế hoạch ban đầu. Việc mở dịch vụ này đã giảm thời gian đi lại hơn 30 phút.

## Bố trí ga
| ↑ Dosim            |
| \| ４３ \| ２１ \| |
| Ungilsan ↓         |

| 1 | ● Tuyến Gyeongui–Jungang | → Hướng đi Yangsu · Yangpyeong · Yongmun · Jipyeong → → Kết thúc tại ga này |
| 2 | ● Tuyến Gyeongui–Jungang | → Hướng đi Yangsu · Yangpyeong · Yongmun · Jipyeong → → Kết thúc tại ga này |
| 3 | ● Tuyến Gyeongui–Jungang | ← Hướng đi Guri · Cheongnyangni · Yongsan · Munsan → Kết thúc tại ga này    |
| 4 | ● Tuyến Gyeongui–Jungang | ← Hướng đi Guri · Cheongnyangni · Yongsan · Munsan → Kết thúc tại ga này    |